# Austronomus australis
Austronomus australis is een vleermuis uit het geslacht Austronomus die voorkomt in Australië, behalve het noorden en Tasmanië. Mogelijk migreert hij in de winter naar het warme noorden. Hij komt in allerlei habitats voor. Deze vleermuis slaapt alleen of in kleine groepen in boomholtes. Ook op de grond kan hij zich goed redden. De paartijd is in de winter, in augustus, en in de zomer (december-januari) wordt een enkel jong geboren.

## Kenmerken
Het is een grote vleermuis met een bruine rug en witte strepen bij de flanken. De brede oren raken elkaar midden op de kop. De kop-romplengte bedraagt 85 tot 100 mm, de staartlengte 40 tot 55 mm, de voorarmlengte 59 tot 63 mm, de oorlengte 20 tot 25 mm en het gewicht 33 tot 41 g.